# Wołga Uljanowsk
Wołga Uljanowsk (ros. ФК «Волга» Ульяновск) – rosyjski klub piłkarski z siedzibą w mieście Uljanowsk.

## Historia
Chronologia nazw:
- 1947: Torpiedo Uljanowsk (ros. «Торпедо» Ульяновск)
- 1958: Dinamo Uljanowsk (ros. «Динамо» Ульяновск)
- 1959-1961: Spartak Uljanowsk (ros. «Спартак» Ульяновск)
- 1962-1976: Wołga Uljanowsk (ros. «Волга» Ульяновск)
- 1986-1991: Start Uljanowsk(ros. «Старт» Ульяновск)
- 1992-1995: na początku Tiekstilszczik Iszejewka (ros. «Текстильщик» Ишеевка)
- 1995-2004: Wołga Uljanowsk (ros. «Волга» Ульяновск)
- 2005-2006: Wołga-Eniergija Uljanowsk (ros. «Волга-Энергия» Ульяновск)
- 2007-...: Wołga Uljanowsk (ros. «Волга» Ульяновск)

Założony w 1947.